# Обратный Флэш
Обратный Флэш (англ. Reverse-Flash) — общий псевдоним нескольких суперзлодеев из комиксов издательства DC Comics. Общей чертой для всех них является использование отрицательно заряженной Силы Скорости (англ. Speed Force) и противостояние супергероям, носившим мантию Флэша.

## Биографии персонажей

### Конкурент

Конкурент. Рисунок Карло Барбери и Тэрри Остина

Конкурент (англ. The Rival) впервые появился в выпуске Flash Comics #104 (февраль 1949). Под его маской скрывается Доктор Эдвард Клэрисс (англ. Dr. Edward Clariss), профессор университета, в котором учится Флэш Золотого века, Джей Гаррик. Он выделяется убеждением, что может воссоздать формулу, которая дала Гаррику Силу Скорости, и назвал эту формулу «Скорость 9» (англ. Velocity 9). Однажды ночью он услышал как Джоан говорила о том, каким образом Флэш поделился Силой Скорости с другим студентом, который помог ему с последней версией формулы. Клэрисс был расстроен тем, что все научные сообщества отказали ему в исследованиях. И, несмотря на то, что он был известен в Европе своими изобретениями, Клэрисс стал преступником. Он носит более темную версию костюма Флэша, использует темные версии его оборудования, а также одалживает его другим злодеям. Однако версия формулы, созданная Конкурентом, имеет временный эффект, и, в конце концов его ловят и заключают в тюрьму.
В JSA #16 (ноябрь 2000), через несколько месяцев после событий, во время которых он впервые появился, Конкурент вновь сражается с Флэшем. Достигнув скорости света, он растворяется в Силе Скорости. Спустя 50 лет после реорганизации Общества Справедливости Америки, Джонни Сорроу возвращает Конкурента из Силы Скорости, своего рода Вальхаллы для погибших спидстеров, плохих и хороших, а также источника их сверхскорости. Сорроу приглашает его в новый состав Общества Несправедливости. Конкурент, сошедший с ума за время, проведенное в Силе Скорости, в порыве безумия устраивает смертельные гонки по всей стране, используя свою суперскорость. Флэш выясняет, что траектория движения Конкурента по буквам выводит имя Клэрисса и что все завершится убийством Джоан, жены Джея Гаррика. Флэш не смог остановить его, когда Конкурент убивает маленького мальчика, но успевает поглотить его силу скорости прежде, чем он доберется до Джоан.
Конкурент снова появляется в выпуске Impulse #88-89 (сентябрь 2002), притворяясь доктором Джеем Гарриком, так как теперь он представляет чистую энергию Силы Скорости, он захватывает тело помощника Гаррика, спидстера Золотого века Макса Меркурия. После сражения с настоящим Джеем и Импульсом Конкурент все ещё владеет телом Макса.

### Обратный Флэш
Эобард Тоун, болеe известный как Обратный Флэш, впервые был показан в выпуске The Flash #139 (сентябрь 1963). Первоначально он был представлен как преступник из XXV века, который нашел временную капсулу, в которой находился костюм Флэша Серебряного века. Имея возможность при помощи особой машины в капсуле усиливать Силу Скорости в костюме, он смог использовать способности Флэша, пока носит этот костюм. В процессе зарядки цвета костюма изменились на противоположные: основной цвет костюма стал жёлтым, цвет ботинок и выступающей эмблемы молнии изменился на красный, а круг вокруг эмблемы молнии из белого превратился в чёрный. Впоследствии Эобард Тоун использует Силу Скорости костюма, чтобы совершать преступления. Вскоре Флэш перемещается в XXV век, так как выясняет, что из-за процедуры зарядки атомные часы капсулы в скором времени превратятся в атомную бомбу. Он победил Тоуна, тогда Обратного Флэша, вызвав уничтожение особого поля, защищающего тело Тоуна от трения и помешав бомбе взорваться. Несмотря на повреждения костюма, Профессор Зум ещё в состоянии отомстить Флэшу. Знание о второй личности Флэша позволяет ему найти и убить жену Барри, Айрис. После того, как она отказалась выйти за него замуж, Тоун при помощи вибрации помещает свою руку в её череп, тем самым убив её. Позднее, когда Профессор Зум попытался убить новую невесту Барри, Фиону, Барри Аллен ломает злодею шею.
После выхода в 1985 году серии Crisis on Infinite Earths DC обновила основной канон, запустив новую непрерывность. Профессор Зум оказался среди персонажей, которые подверглись пересмотру и впоследствии вернулись в канон. Согласно сюжетной линии «Возвращение Барри Аллена», описанной в выпусках The Flash (vol. 2) #74-79, Тоун теперь начинал как большой поклонник Флэша. С целью быть похожим на своего кумира, он скопировал ту самую электрохимическую ванну, какая дала сверхскорость Барри, и путём пластической операции сделал свою внешность похожей на внешность Барри. Однако, после изменения внешности, он решил увидеть настоящего Флэша, для чего решил отправиться в прошлое, используя Космическую беговую дорожку — устройство для перемещения во времени для спидстеров. Однако разум Тоуна дрогнул, когда он понял, что ему предназначено быть злодеем. Проблема была в том, что хотя имя самого известного противника Флэша не было известно в прошлом, оно было прекрасно известно в XXV веке. Разум Зума — уже итак дезориентированный Космической дорожкой — изменился. Прибыв спустя годы после требуемой точки назначения, он, в поисках спасения, начинает считать себя Барри Алленом. Однако был показан его истинный, более агрессивный характер. «Барри» нападает на Централ-сити из «чувства мести» к тем, кто «забыл его», но Уолли Уэст побеждает его, вернув Тоуна назад в будущее. Хотя у него не осталось никаких воспоминаний о путешествии, Тоун почувствовал себя «тем, чье доверие предал» Барри и всей душой возненавидел Барри. Тоун начал путешествовать во времени в поисках мести Флэшу и использовать знания «истории» в своих интересах.
Профессор Зум возвращается в качестве главного злодея в событиях мини-серии Flash: Rebirth. Зум утверждает, что скоро снова воскреснет, ссылаясь на события Темнейшей ночи. В этой мини-серии, Зум не только сообщает о том, что путешествует назад во времени, но и о том, что с самого начала планировал вернуть Барри из Силы Скорости. Однажды Зум попытался предотвратить превращение Барри во Флэша, надеясь на то, что молния поразит самого Тоуна. В конечном счете план удался лишь наполовину: молния поражает Зума, проходит через его тело и попадает в Барри, превращая того во Флэша. Он объясняет это тем, что стать Флэшем — судьба Барри, потому что без этого не появился бы и Обратный Флэш. Он стер из реальности лучшего друга Барри и подставил отца Барри, убив его жену. Также он стоит за образованием реальности, описанной в сюжетной линии Flashpoint, а также дразнит Барри, который не утратил воспоминаний об основной реальности, поместив в его кольцо костюм Обратного Флэша. Тоун на краткое время появляется в выпуске Flashpoint #1, где говорит Норе Аллен, что рад видеть её снова живой. Далее он снова возвращается в выпуске Flashpoint #4, где сражается с Флэшем после того, как убил Билли Бэтсона. В этом бою он сообщает Барри, что на самом деле произошло. Барри отправился в прошлое, чтобы предотвратить убийство Зумом Норы Аллен, его матери, и поглотил Силу Скорости обоих спидстеров. В результате вся история преобразилась. Тоун перезагружает память Барри, позволив вспомнить случившееся. он также говорит, что является парадоксом, так как продолжает существовать в реальности, где нет Флэша, а следовательно он может без последствий для себя убить Барри. Однако на него сзади нападает Томас Уэйн, который в этой реальности является Бэтменом, и, очевидно, убивает его. Позже основная реальность была восстановлена с небольшими изменениями.
Профессор Зум -
Настоящее имя: Эобард Тоун
Также известен как: Обратный Флэш
Род занятий: преступник, ученый
Гражданство: США
Рост: 180 см
Вес: 81 кг
Глаза голубые, волосы рыжие
Способности: Профессор Зум не раз доказывал, что может бежать со скоростью, превышающей скорость света и легко входил в Силу Скорости, которая находится за световым, временным и последующими барьерами. Профессор Зум может двигаться и путешествовать на сверхчеловеческих скоростях. Он может бежать на скорости до 7,500,000 миль в час / 12070080.00 километров в час / 3 352 800 метров в секунду. Также он может наносить сотни ударов в секунду, бегать по воде, создавать вихри и проходить сквозь твердые объекты.
Эобард создал свою собственную Силу Скорости таким же способом, как Барри создал обычную Силу Скорости. Повторив инцидент, в результате которого последний получил свои силы, Профессор Зум смог создать Негативную Силу Скорости путем генерации через кинетическую энергию. Эобард может задействовать её так же, как это делают обычные спидстеры и может «отключать» их связь с Силой путем «заражения» » её негативной энергией. Благодаря этому, Зум обладает способностью создавать несколько «пост-изображений» , и может путешествовать сквозь время и изменять его (что большинство спидстеров никогда не смогут достичь) .
Тоун может контролировать свое тело на молекулярном уровне, что позволяет ему вибрировать своим телом и проходить сквозь твердые объекты. Пока он находится в подобном состоянии, он может дышать, но имеет иммунитет к любым воздушным заболеваниям. Зум также способен вибрировать так быстро, что свет не отражается от него, делая его невидимым для человеческого глаза. Даже в этом состоянии Зум сохраняет зрение.
Профессор Зум способен бежать по кругу и создавать вихрь. Этот вихрь может быть использован для многих целей таких, как откачивание воздуха из его центра, чтобы задушить своего противника или заставить то (или того) , что находится в центре, летать. Также это может быть использовано для отправки человека в другое измерение, создание воронки или барьера для токсичных газов. Также Зум может, быстро вращая своими руками, создавать направленные вихри, которые он обычно использует для нападения. Также Тоун имеет способность создавать ударные волны.
Ко всем прочим навыкам, мозг Тоуна движется так же быстро, как и он сам, т. е. он способен думать чрезвычайно быстро. Он способен прочитать книгу на супер-скорости и сохранять эту информацию в своей кратковременной памяти достаточно долго, чтобы использовать все, что он узнал. Также Твоун является квалифицированным судмедэкспертом. Он в состоянии изменить свое восприятие так, что время будет проходить для него по-разному. Для него секунда может быть равна нескольким годам, и он сможет изменить элементы своего окружения пока проходит время. Например, заменить падающий объект или разоружить своих противников. Эобард очень умен (Его IQ =167) и, несмотря на то, что он может быть не такой хороший боец, он использует гениальный ум, который может реагировать и думать на скорости света, что дает ему огромное преимущество.
- Сверхчеловеческая скорость - Тоун способен развивать невероятную скорость. Максимальный предел неизвестен. Благодаря этой способности Тоун может бегать по вертикальным поверхностям и даже по воде. Скорость также позволяет ему вызывать вибрации, изменяющие его голос.
- Сверхчеловеческая выносливость.
- Усиленные рефлексы.
- Усиленное восприятие - Ускоряясь, Тоун видит весь мир, как в замедленной съемке, что помогает ему воспринимать происходящее быстрее других людей.
- Быстрое восстановление клеток - Тоун очень быстро исцеляется от ран, переломов и т.д.
- Выработка огромной силы - Ускорение дает Тоуну огромную силу.
- Перемещения во времени - Если Тоун разовьет достаточную скорость, то сможет перенестись в определённое время.
- Высокий уровень интеллекта - Это скорее не способность, а навык. Эобард Тоун один из умнейших людей представленный в сериале.
- Разрыв сердца - Тоун способен пропустить руку насквозь человека,на особой частоте вибрации, при которой внутренности будут разорваны, но видимых наружных повреждений не останется.
- Тахионный ускоритель - Тоун создал устройство, позволяющее ему на время управлять спидфорсом, когда он был его лишен. Тахионный ускоритель заряжал его клетки спидфорсом и давал ему скорость, превышающую во много раз ту, которая была у него изначально.

## Слабости
- Ускоренный метаболизм - Скорости, которые развивает Тоун, требуют огромного количества энергии. Следовательно, чтобы поддерживать определенный уровень глюкозы, Тоун должен придерживаться особой диеты.
- Холодные температуры - замедляют Тоуна.
- Поглощение электричества - Уникальное тело Тоуна вырабатывает большое количество электрической энергии. Если что-то или кто-то рядом с Эобардом поглощает ее, Тоун временно лишается своей способности.

### Зум
Хантер Золомон, он же Зум, впервые появляется в выпуске The Flash: Secret Files & Origins #3.
Переехав в Кистоун-сити, Хантер Золомон стал работать в качестве профайлера в Департаменте по Борьбе с Угрозой Металюдей. Данная профессия предполагала постоянный контакт с Флэшем (Уолли Уэст) и вскоре оба стали хорошими друзьями. Проницательность Соломона часто помогала решать самые запутанные дела, но он часто злился на то, что застрял за бумажной работой.
Он был серьезно ранен после нападения Гориллы Гродда, в результате чего он оказался парализован ниже пояса. Он попросил Уэста использовать Космическую дорожку, находящуюся в Музее Флэша, чтобы вернуться в прошлое и исправить это. Уолли отказал ему, мотивируя это тем, что не хочет вмешиваться во временной континуум. Тогда Соломон сам проникает в музей и пытается использовать Космическую дорожку. Однако вызванный взрыв, уничтожив Музей (а также здравый смысл Золомона), разорвал связь Хантера с временной линией. В его распоряжении оказалась сила менять свою временную линию, воспроизводя эффект суперскорости.
Соломон пришел к выводу, что Уэст не мог помочь, потому что, в отличие от своего предшественника, Барри Аллена, не перенес личную трагедию. Он решает, что если станет новым Зумом и убьет жену Уэста (Линду Парк), то Флэш станет намного героичнее.
В отличие от других спидстеров, Золомон не использует Силу Скорости, а черпает свою силу из изменений скорости своего временного потока. Поэтому он кажется более быстрым и неуловим, чем Флэш. Это передано при помощи его речи, которая в разное время произносится с разной, практически произвольной скоростью. Его фирменным нападением является захват пальцев, которые создает взрывную волну в пространстве и времени. Он использует этот трюк, чтобы вызвать у Линды выкидыш.
Битва, гибель его нерожденных детей, а также постоянно растущее отчаяние Линды стали слишком большим стрессом для Уолли и он обращается за помощью к Спектру (тогда им был дух Хэла Джордана), чтобы стереть у всех жителей (включая его самого) планеты память о секретной личности Флэша. Однако данная процедура не затронула Зума и он вернулся довершить начатое, но попал в ловушку времени, когда, объединив силы с Профессором Зумом, он попытался вернуть Уэсту болезненные воспоминания о выкидыше Линды. Объединившись с Гепардой, он начал влиять на Лигу Справедливости, но продолжил говорить, что его единственная цель — «сделать Флэша лучше». Он поступает на службу к злодею Пересмешнику (позже оказавшемуся замаскированным Лексом Лютором) и был ответственен за изуродование супергероя Вреда.
Далее последовал краткий «союз» с Айрис Уэст, которая пыталась спасти Флэша — тогда уже Барта Аллена — от неминуемой катастрофы. Зум пытался включить в этот союз и Инерцию как своего помощника. Однако, несмотря на то, что Зум восстановил силы Инерции, дав доступ к собственным, Инерция подключился к Зуму, заявив, что он всего лишь хотел заставить героев пострадать, чего и сам Зум хотел, чтобы сделать их лучше, и превратил Зума обратно в бессильного Хантера Золомона.
Данная версия Зума не появляется в восстановленной после событий Flashpoint реальности.

### Инерция

Инерция. Кадр из Flash: Fastest Man Alive #5

Таддеус Тоун (англ. Thaddeus Thawne), также известный как Инерция (англ. Inertia), впервые появился в выпуске Impulse #51, созданном Тоддом ДеЗаго и Майком Веринго.
Инерция — клон Барта Аллена. Первоначально он противостоял Аллену, когда тот ещё носил мантию Импульса. Впоследствии он снова стал его противником, когда, спустя пять лет после событий Infinite Crisis, Барт надел мантию Флэша. Инерция косвенно стал причиной смерти Барта, и когда Уолли Уэст вернулся к карьере супергероя, он отомстил Инерции, парализовав его тело и поместив в качестве статуи в Музей Флэша. Во время событий Final Crisis: Rogues' Revenge он был освобожден Либрой и Зумом, чтобы заставить Негодяев присоединиться к Тайному обществу Суперзлодеев. Инерция крадет сверхсилы Зума, называет себя Инерцией и, в конце концов, погибает от рук Негодяев, которые обвинили его в том, что он заставил их убить Барта Аллена.
Когда пошли обсуждения насчет того, кто же является автором персонажа Инерции, Итан Ван Сивер написал, что с вероятностью пять процентов создателем является он. Из оставшихся 95 % вероятности двадцать он отдал Майку Веринго, двадцать пять — Гранту Моррисону, а пятьдесят — Тодду ДеЗаго. Также он отметил, что образ Инерции, по сути является инверсией образа Импульса, также как Обратный Флэш является инверсией образа Флэша. Это соответствует изначальной роли персонажа, своего рода «Обратного Импульса», который противостоит главному герою, Импульсу.
Первоначально Инерция появлялся довольно редко. Предпосылки для его появления были в выпуске Impulse #50: «First Fool’s» (июль 1999), а личное появление произошло в выпуске #51: «It’s All Relative» (август 1999). Наибольшее развитие персонаж получил в выпуске #53: «Threats» (октябрь 1999), после чего персонаж за несколько последующих лет издания серии появился только в двух выпусках: Impulse #62 (июль 2000) и #69 (ноябрь 2000).
В середине 2000-х Инерция начал регулярно появляться на страницах комиксов, главным образом потому, что его главный противник, Барт Аллен, принял мантию Флэша. Его возвращение случилось в выпуске The Flash: The Fastest Man Alive #5: «Lightning in a Bottle, Part 5» (декабрь 2006), где он выступил в качестве главного антагониста.
Помимо его появлений в сериях комиксов о Флэше, он регулярно появлялся в серии Teen Titans (vol. 3). Главные герои серии, Юные Титаны, рассматривали Инерцию как члена противоборствующей команды, Титанов Востока. Сюжетная арка с участием Инерции печаталась с выпуска Teen Titans (vol. 3) #43 (январь 2007) и завершилась в выпуске Teen Titans (vol. 3) #46 (апрель 2007).
Несмотря на то, что Инерция является клоном Барта Аллена, он прежде всего спидстер. За ним не замечено других способностей, связанных со скоростью — например, устойчивости Барта к изменениям в потоке времени. В течение некоторого времени после событий Бесконечного Кризиса Инерция был вне Силы Скорости из-за мести Уолли Уэста за участие в смерти Барта Аллена. Из-за этого он делает себе укол «Скорости 9», вещества, теперь дававшего ему сверхскорость и известного своей нестабильностью. Однако версия «Скорости 9», изготовленная Дэтстроуком, как казалось, не имеет существенных негативных побочных эффектов. Впоследствии, он получает доступ к силам Зума, превращаясь в раздражающего всех Кид-Зума. После того, как он лишает Зума всех сил, превращая его обратно в Хантера Соломона, Инерция погибает в результате совместных усилий Негодяев.

### Обратный Флэш New 52
Дэниэл Уэст впервые появляется в выпуске Flash #23 (после перезапуска в рамках New 52), где он носит черно-красный костюм, в противоположность желто-красному костюму предыдущих Обратных Флэшей. Позднее он будет раскрыт как брат Айрис Уэст, получивший свои способности в результате причудливой комбинации нападения Негодяев и инцидента, активировавшего Силу Скорости в нескольких людях. Первоначально он желал помочь Барту. После, в данной непрерывности, он стал виновником перелома позвоночника своего отца и его паралича, а также поссорился с Айрис, и в данный момент ищет способ вернуться в прошлое и убить отца до того, как произойдет инцидент, с целью изменить течение времени и вернуть благосклонность Айрис.
В то время как предыдущие Обратные Флэши носили лишь костюм, Дэниэл Уэст надевал броню, которой он смог управлять и которая была сделана из шрапнели взорвавшегося в результате воздействия Силы Скорости монорельса, что и дало ему его возможности.

## Версия Tangent Comics

Обратный Флэш из Tangent Comics

В реальности, созданной импринтом DC под названием Tangent Comics, существует Обратная Флэш — злой голографический дупликат Лии Нельсон (Флэш в этой реальности), созданный неизвестной зловещей правительственной организацией. Она стояла за попыткой отрицательной ионизации энергии, чтобы разрушить основанную на световых волнах способность Флэш. Однако способность Флэш оказалась сильнее и в результате Обратная Флэш была уничтожена. Эта версия появилась только в одном выпуске, Tangent Comics: The Flash (декабрь 1997)

## Вне комиксов

### Телевидение
- В телесериале 1990 года «Флэш» имеется несколько отсылок к Обратному Флэшу. В эпизоде «Done With Mirrors», расследуя дело Магистра Зеркал, Барри временно берет псевдоним «Профессор Зум». В эпизоде «Twin Streaks» ученые создают клон Барри, которого называют Поллукс (англ. Pollux). Несмотря на то, что этот персонаж в синем костюме отсылает к Обратному Флэшу, он не связан ни с одним из известных версий суперзлодея, а, вместо этого, больше напоминает Бизарро и ему недостает настоящей злобы, вместо которой в его действиях и помыслах проступает детская наивность.
- В эпизоде мультсериала «Лига Справедливости без границ» «Divided We Fall» Лекс Лютор/Брейниак создает роботов, копирующих Властелинов Справедливости, деспотичных двойников Лиги Справедливости из параллельного измерения. Так как Флэш той реальности умер до того, как сформировались Властелины Справедливости, Лютор/Брейниак создает его дубликат (озвученный Майклом Розенбаумом) носящим красное-на-желтом, подобно Обратному Флэшу, и в битве с Флэшем (Уолли Уэстом) ведущим себя как Зум.
- Обратный Флэш появился в пародийном мультсериале «Робоцып», в эпизоде «Losin' the Wobble», где его озвучил Сет Грин. Он грабит банк, в то время как Флэш, Супермен и Чудо-женщина стоят и обсуждают «недостатки» своих злых версий, Бизарро и Негативной Чудо-женщины, после того, как Флэш пожаловался на Обратного Флэша. Также в специальном эпизоде этого же мультсериала Robot Chicken DC Comics Special 2: Villains in Paradise его можно заметить среди членов Легиона Тьмы.
- Первое полноценное появление Обратного Флэша, в версии Профессора Зума, состоялось в эпизоде «Реквием для Алого Гонщика» мультсериала "Бэтмен: Отважный и смелый, где его озвучил звезда телесериала 1990 года «Флэш» Джон Уэсли Шипп. Эпизод является своего рода аллюзией на события Кризиса на Бесконечных Землях. За два года до событий эпизода Флэш и Профессор Зум разогнались до скорости света и оба попали в XXV столетия. Там Зум поместил Флэша в особую машину, которая высасывает Силу Скорости и передает её и связанные с ней способности на браслеты, делающие воинов Зума и его самого очень быстрыми, что позволило Зуму стать правителем мира. Однако Бэтмен, Кид-Флэш Уолли Уэст и Флэш Джей Гаррик прибывают вслед за Флэшем и начинают битву с Зумом, во время которой Бэтмен обретает скорость, Джей и Кид-Флэш попадают в ловушку машины, а Флэш оборона освобождается. В конце концов, при помощи хитрости Флэш побеждает Профессора Зума и возвращается со всеми обратно в настоящее, где его заждались злодеи.

#### Вселенная Стрелы
В телесериалах, являющихся частью созданной каналом The CW Вселенной Стрелы, появляется несколько версий Обратного Флэша:
- В телесериале 2014 года «Флэш» появляется Обратный Флэш в версии Профессора Зума: Эобард Тоун (его роль сыграл Том Кавана), живущий под псевдонимом Доктор Харрисон Уэллс и являющийся главой Лаборатории СТАР, выступает в качестве наставника для Барри, только начинающего карьеру Флэша, и является главным антагонистом первого сезона. В серии «Трикстеры» выясняется, что он украл не только жизнь Харрисона Уэллса, но и его внешность (Эобарда Тоуна в истинном облике сыграл Мэтт Летчер). Мэтт Летчер вновь возвращается к роли Эобарда Тоуна в эпизоде «Возвращение Обратного Флэша», в том же эпизоде раскрывается его предыстория, схожая с таковой в комиксах. Тоун самый долгоиграющий враг Флэша, они противостоят друг друг с самого первого сезона.
- Мэтт Летчер вновь сыграл своего персонажа в телесериале «Легенды завтрашнего дня». Он является основателем Легиона смерти и одним из основных антагонистов второго сезона. На момент событий эпизода «Дорога на Чикаго» он активно сотрудничает с двумя другими злодеями Вселенной Стрелы — Дэмианом Дарком и Малкольмом Мерлином / Тёмным лучником, позже к ним присоединяется Леонард Снарт.
- Главным антагонистом второго сезона «Флэша» стал персонаж по прозвищу Зум (актёр: Тедди Сирс; в костюме: Райан Хэндли; голос сквозь маску: Тони Тодд). В отличие от персонажа из комиксов Зум использует Силу Скорости, носит чёрный костюм, он родом из параллельной вселенной (Земли-2) и стремится украсть скорость всех спидстеров, которых встречает. Хантер Соломон, он же Зум, по сюжету сериала был серийным убийцей (что в его мире является редкостью), которого осудили за 23 убийства и приговорили к пожизненному заключению в психиатрической лечебнице. Использовал имя Джея Гаррика.
- В альтернативной линии времени, созданной Барри в конце второго сезона «Флэша» и известной как Флэшпоинт, появляется другая версия Обратного Флэша — Конкурент (Тодд Ласанс). В отличие от комиксов, он является заклятым врагом не Джея Гаррика, а Уолли Уэста / Кид-Флэша, который во Флэшпоинте стал основным супергероем Централ-сити вместо Барри. Неизвестно каким образом он получил свои способности, но он достаточно силён, чтобы справиться с двумя спидстерами. После разрушения Флэшпоинта вернул свои способности при помощи Доктора Алхимии и должен был убить Флэша, но проиграл и был отправлен в тюрьму, где его убил Савитар.

Обратные Флэши Вселенной Стрелы

### Фильм
- Профессор Зум, как версия обратного Флэша, является главным антагонистом полнометражного анимационного фильма «Лига справедливости: Парадокс источника конфликта», в котором он говорит голосом Си Томаса Хауэлла. Также в фильме появляется Инерция, который на тот момент парализован и находится в Музее Флэша.

### Видеоигры
- Зум появляется в качестве босса четвёртого уровня в игре для платформ Game Boy Advance и Nintendo DS, носящей название Justice League Heroes: The Flash
- Зум появляется в качестве мини-босса в игре DC Universe Online, где является противником игрока вместе с Гориллой Гроддом. Также он появляется как мировой босс, бродящий по Централ-сити, на дополнительном уровне «Удары молний».
- Облик Профессора Зума в костюме Чёрного Фонаря доступен в качестве альтернативного скина для Флэша (Барри Аллена) в игре жанра файтинг Injustice: Gods Among Us.
- Профессора Зума можно выбрать в качестве игрового персонажа в игре Lego Batman 3: Beyond Gotham
- Профессор Зум является скином к персонажу Флеша в супергеройском файтинге Injustice 2.

## Критика и отзывы
В 2016 году журнал «Rolling Stone» поместил Обратного Флэша из сериала «Флэш» на 35 позицию в своём списке «40 величайших телевизионных злодеев всех времён».